# Giuseppe Majorana (militare)
Giuseppe Majorana (Nervi, 2 luglio 1910 – Mediterraneo, 27 settembre 1941) è stato un militare e aviatore italiano, decorato di medaglia d'oro al valor militare alla memoria nel corso della seconda guerra mondiale.

## Biografia

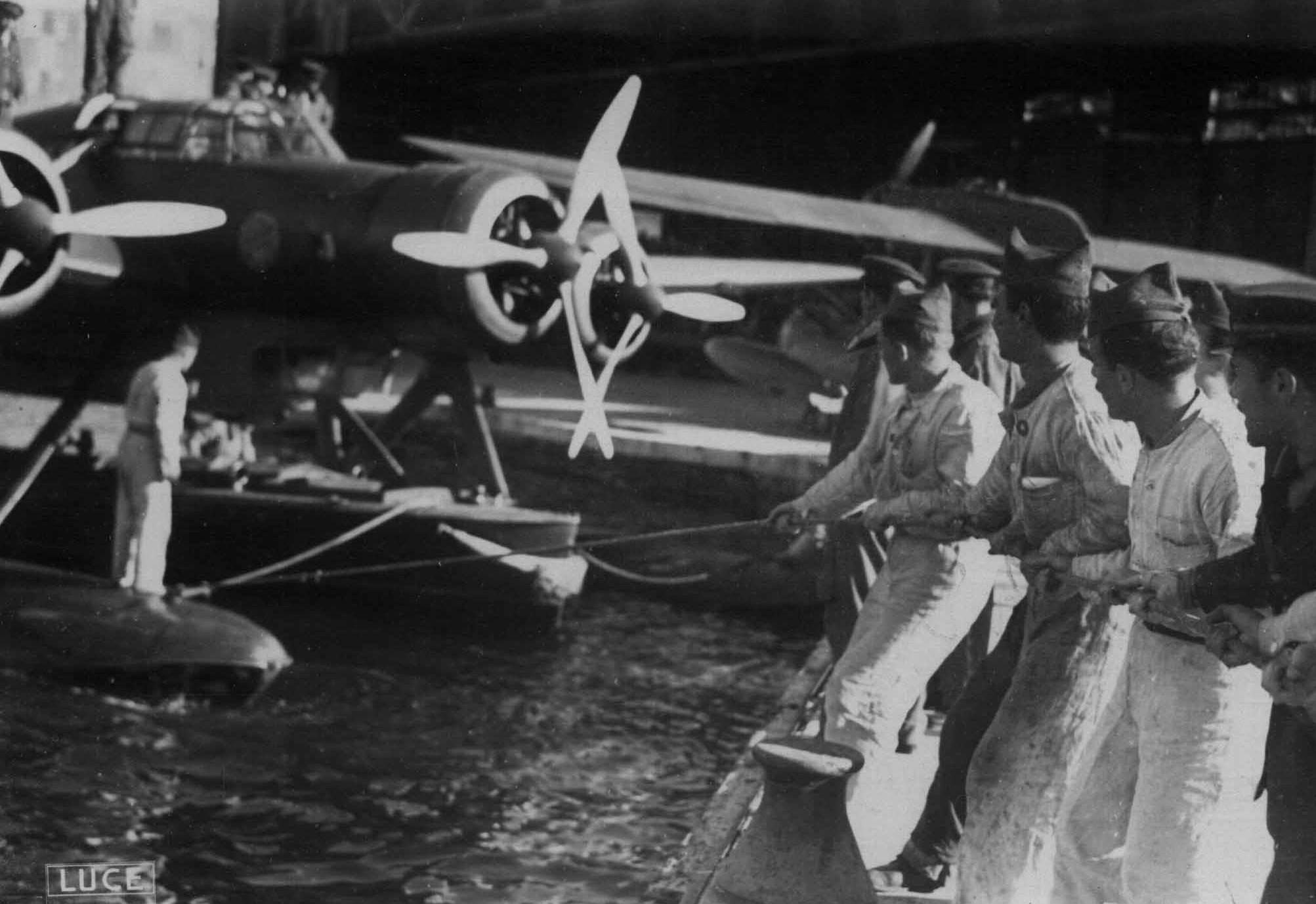
Un CANT Z.506 Alcione viene tirato a riva da un gruppo di avieri.

Nacque a Nervi, provincia di Genova, il 2 luglio 1910. Dopo aver conseguito il diploma presso l'Istituto Superiore Navale di Napoli, nel 1930 partecipò a un corso per allievi ufficiali di complemento presso la  Regia Accademia Navale di Livorno. Nominato guardiamarina l'anno successivo, nel 1932 venne posto in congedo per fine servizio di leva. 
Richiamato alle armi nel 1935 per esigenze di carattere eccezionale legate alla guerra d'Etiopia, fu destinato a prestare servizio presso il Battaglione San Marco con il quale partecipò alle operazioni belliche in Etiopia e alla marcia su Addis Abeba. 
Promosso sottotenente di vascello nell'agosto 1936, alla fine dello stesso anno fu nuovamente posto in congedo, riprendendo servizio nella marina mercantile. Nuovamente richiamato in servizio attivo nell'aprile 1939 per le esigenze legate all'occupazione dell'Albania, fu imbarcato sul cacciatorpediniere Carabiniere, dopo lo scoppio delle ostilità con la Francia e la Gran Bretagna partecipò a tutte le missioni della sua unità ed alla battaglia navale di Punta Stilo.
Dietro sua domanda frequentò il Corso di Osservazione Aerea ad Orbetello e, ottenuto il relativo brevetto di osservatore, passò in servizio presso la 287ª Squadriglia Autonoma Ricognizione Marittima Lontana, equipaggiata con gli idrovolanti CANT Z.506 Alcione. Eseguì numerose missioni belliche distinguendosi particolarmente, dal marzo al luglio 1941, in difficili missioni di ricognizione marittima venendo decorato con una Medaglia d'argento al valor militare. Il 27 settembre 1941, durante una missione di ricognizione marittima sul cielo del Mediterraneo, avvistò una importante formazione navale inglese a segnalò subito al comando i dati relativi alla scoperta. Il suo idrovolante fu attaccato da 6 caccia nemici, alcuni dei quali furono abbattuti. Rimasto ferito alla bocca da due proiettili e con l'aereo in preda alle fiamme riuscì ad ammarare a trovò la forza di indicare ai compagni, con cenni, la rotta più sicura per raggiungere terra con il battellino di servizio, e poi serenamente si spense. Per il coraggio dimostrato in questo frangente venne decretata la concessione della Medaglia d'oro al valor militare alla memoria, massima onorificenza italiana.

### Fonti
1. 1 2 3  Ufficio Storico dell'Aeronautica Militare 1969, p. 210.
2. 1 2 3 4  Alberini, Prosperini 2016, p. 348.
3. 1 2  Combattenti Liberazione.
4. 1 2 3 4  Marina Difesa.
5. ↑   Giuseppe Majorana, su Quirinale.it. URL consultato il 20 novembre 2018.
6. ↑  Bollettino Ufficiale 1942, disp.14, pag.638 e disp.29, pag.1424.